# Далматовский район
Далма́товский район —  административно-территориальная единица (район)  в Курганской области России. В рамках организации местного самоуправления в границах района существует муниципальное образование Далматовский муниципальный округ (с 2004 до 2022 гг. — муниципальный район).
Административный центр — город Далматово.

## География
Район расположен в северо-западной части Курганской области и граничит со Свердловской областью на севере, а также с Шадринским на востоке, Шумихинским, Щучанским на юге, Катайским районами области на западе.
Район расположен в лесостепной зоне Зауралья. С севера на юг протяжённость района 100 км, с запада на восток — от 26 до 64 км. Площадь- 3500 квадратных километров. Район удачно расположен на перекрёстке дорог — он примерно на одинаковом расстоянии от Екатеринбурга, Кургана, Тюмени, Челябинска. По территории района проходит железная дорога Курган — Екатеринбург и автодороги республиканского значения Курган — Екатеринбург и Шадринск — Челябинск. По территории района проложен магистральный газопровод Комсомольское — Сургут — Челябинск. С запада на восток, практически по центру, его пересекает река Исеть. В районе города Далматово в неё впадает печально известная река Теча, по которой осуществлялся сброс радиоактивных отходов в результате аварии на химкомбинате «Маяк» в Челябинской области в конце 50-х годов. На юге протекает небольшая речушка Барнёвка. Она берёт своё начало в болотах Щучанского района, а в Шадринском районе впадает в реку Исеть. На территории района имеются крупные озёра: на севере — Большой и Малый Атяж, Беркут; на Юге — Брюхово, Турбанье, которое является памятником природы Зауралья.

## История

### 1923—1963 гг.
На основании постановления ВЦИК от 3 ноября 1923 года и Декрета ВЦИК от 12 ноября 1923 года в составе Шадринского округа Уральской области образован Далматовский район с центром в городе Далматово. В его состав вошло 19 сельсоветов: Верхнесуварышский, Верхнеярский, Далматовский, Загайновский, Затеченский, Ключевской, Красноисетский, Крутихинский, Максимовский, Мясниковский, Нижнеярский, Новосельский, Ошурковский, Падеринский, Подкорытовский, Тамакульский, Тропинский, Широковский.
Постановлением Президиума Уралоблисполкома от 20 августа 1924 года Новосельский и Падеринский сельсоветы перечислены в Четкаринский район.
Постановлением ВЦИК от 15 сентября 1924 года город Далматово обращён в сельскую местность.
Постановлением Президиума Уралоблисполкома от 31 декабря 1925 года из Катайского района перечислен Крестовский сельсовет, из Белоярского района перечислен Песковский сельсовет.
Постановлением ВЦИК от 1 января 1932 года в район перечислены Брюховский, Лебяжский, Любимовский, Макарьевский, Новопетропавловский, Песчано-Колединский, Уксянский и Юровский сельсоветы упразднённого Белоярского района.
Постановлением ВЦИК от 17 января 1934 года район включён в состав вновь образованной Челябинской области.
Постановлением ВЦИК от 20 декабря 1934 года из Шадринского района перечислен Барабинский сельсовет.
Постановлением ВЦИК от 18 января 1935 года Барабинский, Брюховский, Лебяжский, Любимовский, Новопетропавловский, Песчано-Колединский, Уксянский и Юровский сельсоветы перечислены в состав вновь образованного Уксянского района; Новосельский и Падеринский сельсоветы перечислены из Камышловского района; Дубасовский сельсовет перечислен из Катайского района.
В 1935 или 1936 году Дубасовский сельсовет перечислен в Уксянский район.
Указом Президиума Верховного Совета СССР от 6 февраля 1943 года район включён в состав вновь образованной Курганской области.
Указом Президиума Верховного Совета РСФСР от 10 января 1945 года село Далматово получило статус рабочего посёлка.
Указом Президиума Верховного Совета РСФСР от 7 июня 1947 года рабочий посёлок Далматово стал городом районного подчинения.
Указом Президиума Верховного Совета РСФСР от 14 июня 1954 года упразднены Верхнесуварышский, Загайновский, Затеченский, Макарьевский и Подкорытовский сельсоветы.
Решением Курганского облисполкома от 10 апреля 1957 года Максимовский и Нижнеярский сельсоветы объединены в Максимовский сельсовет.
Решением Курганского облисполкома от 18 февраля 1960 года Новосельский и Ошурковский сельсоветы объединены в Уральцевский сельсовет.

### 1963—1965 гг.
Указом Президиума Верховного Совета РСФСР от 1 февраля 1963 года образован укрупненный Далматовский сельский район с включением в его состав сельсоветов упразднённых Катайского, Ольховского и Уксянского районов. В укрупненный район вошли: Анчуговский, Белоярский, Большекасаргульский, Боровской, Бугаевский, Верхнеключевской, Верхнеярский, Вознесенский, Зыряновский, Ильинский, Казанцевский, Ключевской, Корюковской, Красноисетский, Крестовский, Кривской, Крутихинский, Лебяжский, Любимовский, Максимовский, Мясниковский, Никитинский, Новопетропавловский, Падеринский, Патракульский, Першинский, Песковский (с. Пески), Песковский (с. Верхние Пески), Песчано-Колединский, Петропавловский, Сосновский, Тамакульский, Тропинский, Уксянский, Улугушский, Уральцевский, Ушаковский, Широковский, Шутинский, Шутихинский и Юровский сельсоветы.
Решением Курганского облисполкома от 9 декабря 1963 года образован Лобановский сельсовет, упразднён Казанцевский сельсовет.
Решением Курганского облисполкома от 23 марта 1964 года Сосновский сельсовет перечислен в Шадринский сельский район.
Решением Курганского облисполкома от 29 июня 1964 года Песковский сельсовет переименован в Верхнепесковский сельсовет.

### С 1965 года
Указом Президиума Верховного Совета РСФСР от 12 января 1965 года укрупненный Далматовский сельский район преобразован в район и разукрупнен. Анчуговский, Большекасаргульский, Боровской, Верхнеключевской, Верхнепесковский, Зыряновский, Ильинский, Корюковской, Лобановский, Никитинский, Петропавловский, Улугушский, Ушаковский, Шутинский и Шутихинский сельсоветы переданы во вновь образованный Катайский район.
Решением Курганского облисполкома от 22 декабря 1966 года Максимовский сельсовет переименован в Нижнеярский сельсовет, Тропинский сельсовет переименован в Смирновский сельсовет.
Решением Курганского облисполкома от 9 января 1969 года Бугаевский сельсовет переименован в Яснополянский сельсовет.
Решением Курганского облисполкома от 1 марта 1971 года упразднены Любимовский и Падеринский сельсоветы.
Решением Курганского облисполкома от 22 декабря 1972 года Красноисетский сельсовет переименован в Затеченский сельсовет, образован Новосельский сельсовет.
Решением Курганского облисполкома от 19 декабря 1973 года образован Большеберкутский сельсовет.
Решением Курганского облисполкома от 28 июня 1990 года образован Любимовский сельсовет, Большеберкутский сельсовет объединён с Кривским сельсоветом в Кривский сельсовет.
Законом Курганской области от 31 октября 2018 года упразднён Яснополянский сельсовет, а законом Курганской области от 31 октября 2018 года упразднены Любимовский и Юровский сельсоветы.
Законом Курганской области от 29 сентября 2022 года № 60 в районе упразднены все сельсоветы, муниципальный район и все входившие в его состав поселения были преобразованы путём их объединения к 9 октября 2022 года в муниципальный округ.

## Население
| 1926    | 1939    | 1959    | 1970    | 1979    | 1989    | 2002    | 2009    | 2010    |
| ------- | ------- | ------- | ------- | ------- | ------- | ------- | ------- | ------- |
| 44 161  | ↘37 150 | ↘30 983 | ↗45 774 | ↘40 771 | ↘39 785 | ↘35 176 | ↘31 463 | ↘29 476 |
| 2011    | 2012    | 2013    | 2014    | 2015    | 2016    | 2017    | 2018    | 2019    |
| ↘29 346 | ↘28 766 | ↘27 939 | ↘27 346 | ↘26 778 | ↘26 275 | ↘25 803 | ↘25 360 | ↘24 922 |
| 2020    | 2021    |         |         |         |         |         |         |         |
| ↘24 559 | ↘23 253 |         |         |         |         |         |         |         |

### Урбанизация
Городское население  (город Далматово) составляет 49,82 % от всего населения района.

### Национальный состав
Русские — 93,3 %, казахи — 1,7 %, украинцы — 0,9 %.

## Территориальное устройство
В рамках административно-территориального устройства, до 2022 года район делился на административно-территориальные единицы: 1 город районного подчинения и 22 сельсовета.
В рамках муниципального устройства, до 2022 года в одноимённый муниципальный район входили 23 муниципальных образования, в том числе 1 городское поселение и 22 сельских поселения.
| №         | Бывшее муниципальное образование | Административный центр   | Количество населённых пунктов | Население (чел.) | Площадь (км²) |
| --------- | -------------------------------- | ------------------------ | ----------------------------- | ---------------- | ------------- |
| 1e-06     | Городское поселение:             |                          |                               |                  |               |
| 1         | город Далматово                  | город Далматово          | 4                             | ↘11 758          | 169,56        |
| 1.000002  | Сельские поселения:              |                          |                               |                  |               |
| 2         | Белоярский сельсовет             | село Белоярка 1-я        | 4                             | ↘794             | 203,16        |
| 3         | Верхнеярский сельсовет           | село Верхний Яр          | 2                             | ↗334             | 68,50         |
| 4         | Вознесенский сельсовет           | село Вознесенское        | 2                             | ↘224             | 174,80        |
| 5         | Затеченский сельсовет            | село Затеченское         | 2                             | ↗1053            | 129,56        |
| 6         | Ключевской сельсовет             | село Ключевское          | 1                             | ↗390             | 98,02         |
| 7         | Крестовский сельсовет            | село Крестовка           | 2                             | ↘91              | 76,12         |
| 8         | Кривской сельсовет               | село Кривское            | 8                             | ↘656             | 371,08        |
| 9         | Крутихинский сельсовет           | село Крутиха             | 2                             | ↘748             | 144,41        |
| 10        | Лебяжский сельсовет              | село Лебяжье             | 1                             | ↘254             | 106,58        |
| 10.000003 | Любимовский сельсовет            | село Любимово            | 2                             | ↘686             | 150,50        |
| 11        | Мясниковский сельсовет           | село Мясниково           | 1                             | ↘107             | 95,90         |
| 12        | Нижнеярский сельсовет            | село Нижний Яр           | 2                             | ↘194             | 96,61         |
| 13        | Новопетропавловский сельсовет    | село Новопетропавловское | 3                             | ↘1310            | 200,12        |
| 14        | Новосельский сельсовет           | село Новосельское        | 3                             | ↘136             | 94,36         |
| 15        | Параткульский сельсовет          | село Параткуль           | 3                             | ↘343             | 156,03        |
| 16        | Першинский сельсовет             | село Першинское          | 1                             | ↘199             | 65,48         |
| 17        | Песковский сельсовет             | село Пески               | 2                             | ↘320             | 112,18        |
| 18        | Песчано-Колединский сельсовет    | село Песчано-Коледино    | 2                             | ↗1089            | 74,96         |
| 19        | Смирновский сельсовет            | село Смирново            | 4                             | ↘203             | 110,37        |
| 20        | Тамакульский сельсовет           | село Тамакульское        | 3                             | ↗282             | 216,63        |
| 21        | Уксянский сельсовет              | село Уксянское           | 4                             | ↗2522            | 148,63        |
| 22        | Уральцевский сельсовет           | село Уральцевское        | 3                             | ↘324             | 180,32        |
| 23        | Широковский сельсовет            | село Широковское         | 1                             | ↘497             | 119,54        |
| 23.000004 | Юровский сельсовет               | село Юровка              | 1                             | ↘145             | 47,08         |
| 23.000005 | Яснополянский сельсовет          | село Ясная Поляна        | 1                             | ↘274             | 90,35         |

Законом Курганской области от 31 октября 2018 года, Яснополянский сельсовет был упразднён, а его территории с 17 ноября 2018 года включена в состав Песчано-Колединского сельсовета.
Законом Курганской области от 31 октября 2018 года, Любимовский и Юровский сельсоветы были упразднены, а их территории с 17 ноября 2018 года включены в состав Уксянского сельсовета.
Законом Курганской области от 29 сентября 2022 года, муниципальный район и все входившие в его состав городское и сельские поселения были упразднены и преобразованы путём их объединения в муниципальный округ; помимо этого были упразднены и сельсоветы района как его административно-территориальные единицы.
Законом Курганской области от 29 сентября 2022 года упразднены все сельсоветы, а также муниципальный район и все входившие в его состав поселения, которые были преобразованы путём их объединения в муниципальный округ.

## Населённые пункты
В Далматовском районе (муниципальном округе) 60 населённых пунктов, в том числе один город и 59 сельских населённых пунктов.
| №  | Населённый пункт    | Тип     | Население | Бывшее муниципальное образование |
| -- | ------------------- | ------- | --------- | -------------------------------- |
| 1  | Бабинова            | деревня | ↘7        | Тамакульский сельсовет           |
| 2  | Бараба              | деревня | ↘190      | Белоярский сельсовет             |
| 3  | Белое               | деревня | ↘67       | Кривской сельсовет               |
| 4  | Белоярка 1-я        | село    | ↘309      | Белоярский сельсовет             |
| 5  | Беляковка           | деревня | ↘187      | Параткульский сельсовет          |
| 6  | Большой Атяж        | деревня | ↘0        | Кривской сельсовет               |
| 7  | Большой Беркут      | село    | ↘56       | Кривской сельсовет               |
| 8  | Брюхово             | деревня | ↘32       | Уксянский сельсовет              |
| 9  | Верхний Суварыш     | деревня | ↘154      | город Далматово                  |
| 10 | Верхний Яр          | село    | ↘403      | Верхнеярский сельсовет           |
| 11 | Вознесенское        | село    | ↘197      | Вознесенский сельсовет           |
| 12 | Далматово           | город   | ↘11 584   | город Далматово                  |
| 13 | Дуброва             | деревня | ↘4        | Уральцевский сельсовет           |
| 14 | Загайнова           | деревня | 196       | Крутихинский сельсовет           |
| 15 | Затеченское         | село    | ↘686      | Затеченский сельсовет            |
| 16 | Ключевское          | село    | ↗390      | Ключевской сельсовет             |
| 17 | Короли              | деревня | ↘16       | Новосельский сельсовет           |
| 18 | Красноисетское      | село    | ↘487      | Затеченский сельсовет            |
| 19 | Крестовка           | село    | ↘166      | Крестовский сельсовет            |
| 20 | Кривское            | село    | ↘570      | Кривской сельсовет               |
| 21 | Крутиха             | село    | ↘807      | Крутихинский сельсовет           |
| 22 | Ларина              | деревня | ↘0        | Кривской сельсовет               |
| 23 | Лебяжье             | село    | ↘254      | Лебяжский сельсовет              |
| 24 | Ленинка             | деревня | ↘30       | Новопетропавловский сельсовет    |
| 25 | Луговая             | деревня | ↘97       | город Далматово                  |
| 26 | Любимово            | село    | ↘885      | Уксянский сельсовет              |
| 27 | Макарьевское        | деревня | ↘76       | Песковский сельсовет             |
| 28 | Максимово           | деревня | ↘66       | Нижнеярский сельсовет            |
| 29 | Малиновка           | деревня | ↘330      | Новопетропавловский сельсовет    |
| 30 | Малый Атяж          | деревня | ↘46       | Кривской сельсовет               |
| 31 | Мясниково           | село    | ↘107      | Мясниковский сельсовет           |
| 32 | Нижний Яр           | село    | ↘205      | Нижнеярский сельсовет            |
| 33 | Новопетропавловское | село    | ↘1158     | Новопетропавловский сельсовет    |
| 34 | Новосельское        | село    | ↘129      | Новосельский сельсовет           |
| 35 | Озеро-Казанское     | деревня | ↘8        | Крестовский сельсовет            |
| 36 | Ольховка            | деревня | ↘106      | Белоярский сельсовет             |
| 37 | Осокина             | деревня | ↘33       | Смирновский сельсовет            |
| 38 | Ошурково            | деревня | ↘60       | Уральцевский сельсовет           |
| 39 | Павелево            | деревня | ↘360      | Белоярский сельсовет             |
| 40 | Падерино            | село    | ↘75       | Тамакульский сельсовет           |
| 41 | Параткуль           | село    | ↘185      | Параткульский сельсовет          |
| 42 | Першинское          | село    | ↘199      | Першинский сельсовет             |
| 43 | Пески               | село    | ↘368      | Песковский сельсовет             |
| 44 | Песчано-Коледино    | село    | ↘834      | Песчано-Колединский сельсовет    |
| 45 | Подкорытова         | деревня | ↘7        | Смирновский сельсовет            |
| 46 | Потанина            | деревня | ↘120      | Кривской сельсовет               |
| 47 | Рощино              | деревня | ↘10       | город Далматово                  |
| 48 | Сараткуль           | деревня | ↘120      | Параткульский сельсовет          |
| 49 | Семёнова            | деревня | ↘25       | Новосельский сельсовет           |
| 50 | Смирново            | село    | ↘199      | Смирновский сельсовет            |
| 51 | Спицина             | деревня | ↘9        | Кривской сельсовет               |
| 52 | Тамакульское        | село    | ↘354      | Тамакульский сельсовет           |
| 53 | Тропино             | село    | ↘85       | Смирновский сельсовет            |
| 54 | Уксянское           | село    | ↗1762     | Уксянский сельсовет              |
| 55 | Уральцевское        | село    | ↘400      | Уральцевский сельсовет           |
| 56 | Широковское         | село    | ↘497      | Широковский сельсовет            |
| 57 | Шутка               | посёлок | ↘7        | Верхнеярский сельсовет           |
| 58 | Юровка              | село    | ↘145      | Уксянский сельсовет              |
| 59 | Язовка              | деревня | ↗151      | Вознесенский сельсовет           |
| 60 | Ясная Поляна        | село    | ↘274      | Песчано-Колединский сельсовет    |

## Экономика
Основу экономики района составляет сельскохозяйственное производство. Самые значительные по объёмам производимой сельхозпродукции предприятия района — ЗАО «Белоярское», АОЗТ «Заря», ООО КХ «Барабинское», СПК им. Свердлова. Крупнейшее промышленное предприятие района — завод ОАО «Старт», выпускающий коммунальную технику, резервуары, автоцистерны, молочное оборудование.
С 1990-х годов на территории района ведется добыча урановых руд, которую осуществляет предприятие «Далур».

## Пресса
8 октября 1930 года вышел первый номер газеты «Хлебный фронт» тиражом 1800 экземпляров. После седьмого номера издание прекратило своё существование.
С июля 1931 года издаётся газета «Путь к социализму», в 1951 году была переименована в «Путь к коммунизму», а в октябре 1991 года получила название «Далматовский вестник».

## Известные жители и уроженцы
- Герой Российской Федерации, родившийся на этой территории: С.А. Сущенко (1973—1993).
- Герои Советского Союза, родившиеся на этой территории: А.М. Карелин (1922—1974), С.С. Оболдин (1922—1991), Н.Н. Пиджаков (1923—1969), Н.И. Попов (1920—2000), В.И. Шишкин (1914—1992), И.С. Язовских (1923—1979).
- Герои Социалистического Труда, родившиеся на этой территории: П.Ф. Вахрушев (1920—2009), А.Н. Грязнов (1922—2005), С.М. Никулин (1925—1997), И.Т. Усольцев (1924—1990), Н.М. Харламова (1915—1983), Н.Г. Черемисин (1907—1969).

### Руководители органов исполнительной власти

#### Глава Администрации Далматовского района
- 1996 — ноябрь 2004 — Иоган Владимир Карлович

#### Глава Далматовского района
- декабрь 2004 — 21 октября 2009 — Никифоров Анатолий Иванович
- 21 октября 2009 — 2014 — Столбов Александр Васильевич, на выборах 11 октября 2009 за него проголосовало 72 % избирателей, принявших участие в голосовании
- 24 сентября 2014 — 31 октября 2019 — Полухин Пётр Васильевич, на выборах 14 сентября 2014 за него проголосовало 63,7 % избирателей, принявших участие в голосовании
- 31 октября 2019—2023 — Столбов Александр Васильевич, 22 октября 2019 за него проголосовало 14 депутатов Далматовской районной Думы; с 23 мая 2023 года — руководитель ликвидационной комиссии, юридическое лицо Администрация Далматовского района (ИНН 4506001623) находится в стадии ликвидации.

#### Глава Далматовского муниципального округа Курганской области
13 июля 2023 года зарегистрирована Администрация Далматовского муниципального округа Курганской области (ИНН 4500009520).
- 4 июля — 8 декабря 2023 — Столбов Александр Васильевич, сложил полномочия
- 8 декабря 2023 — 22 февраля 2024 — и. о. Аносов Андрей Геннадьевич
- с 22 февраля 2024 — Аносов Андрей Геннадьевич

### Руководители органов законодательной власти

#### Председатель Далматовской районной Думы
Далматовская районная Дума была сформирована в 1996 году в соответствии с Законом Курганской области от 05 февраля 1996 года №37 «О местном самоуправлении в Курганской области» и Законом Курганской области от 22 июля 1996 года №67 «О выборах депутатов представительных органов местного самоуправления Курганской области». В соответствии с Уставом района были избраны 14 депутатов; с 2004 года — 16 депутатов.
- I созыв (выборы 24 ноября 1996—2000) — Боровиков Владимир Валентинович
- II созыв (выборы 26 ноября 2000—2004) — Боровиков Владимир Валентинович
- III созыв (выборы 28 ноября 2004—2010) — Маркер Рейнгольд Давидович
- IV созыв (выборы 14 марта 2010—2015) 
  - март 2010 — сентябрь 2014 — Полухин Пётр Васильевич, избран Главой Далматовского района
  - сентябрь 2014 — сентябрь 2015 — Широков Владимир Геннадьевич
- V созыв (выборы 13 сентября 2015—2020) 
  - сентябрь 2015 — 31 октября 2019 — Столбов Александр Васильевич
  - 31 октября 2019 — сентябрь 2020 — Поспелов Николай Афонасьевич
- VI созыв (выборы 13 сентября 2020—2023) — Курочкин Алексей Геннадьевич; с 23 мая 2023 года — председатель ликвидационной комиссии, юридическое лицо Далматовская районная Дума (ИНН 4506004279) ликвидировано 8 ноября 2023 года.

#### Председатель Думы Далматовского муниципального округа Курганской области
17 мая 2023 года зарегистрирована Дума Далматовского муниципального округа Курганской области (ИНН 4500008559) 
- I созыв (выборы 23 апреля 2023—2028) — Курочкин Алексей Геннадьевич